# Phil Seamen
Phillip William "Phil" Seamen (28. august 1926 i Burton on Trent – 13. oktober 1972) var en engelsk jazztrommeslager.
Phil Seamen har spillet med en bred skare af musikere i England. Han spillede med Ronnie Scott, Tubby Hayes, Joe Harriot og mange andre jazzmusikere i London.
I 1960'erne spillede han også bluesmusik med bl.a. Georgie Fame, og underviste rocktrommeslageren Ginger Baker fra gruppen Cream. 
Han var med i Bakers tidlige band Air Force. Han bragte altid sine spillesituationer stor entusiasme og vitalitet. Han var oprindelig Beboptrommeslager, men bevægede sig med tiden mod freejazzen.

## Diskografi
- Now ! .. Live (1968)
- Phil Seamen meets Eddie Gomez ( 1969 )
- Phil on Drums (1971)
- The Phil Seamen Story (1972)